# جانی موزلی
جانی موزلی (انگلیسی: Jonny Moseley؛ زادهٔ ۲۷ اوت ۱۹۷۵) اسکی‌باز نمایشی اهل ایالات متحده آمریکا بود.
وی در مسابقات کشوری و بین‌المللی در مجموع برندهٔ ۱ مدال طلا، ۱ مدال برنز شده‌است.